# Зяниево
Зяни́ево — деревня в Балезинском районе Удмуртии России. Входит в состав Эркешевского сельского поселения.

## География
Деревня находится на северо-востоке республики, на расстоянии 15 км к северо-востоку от посёлка Балезино, административного центра района.

### Часовой пояс
Деревня Зяниево, как и вся Удмуртия, находится в часовой зоне МСК+1. Смещение применяемого времени относительно UTC составляет +4:00.

## Население
| 2007 | 2010 | 2012 | 2014 |
| ---- | ---- | ---- | ---- |
| 18   | ↗19  | ↘17  | ↗20  |

## Улицы
В деревне имеется одна улица — Зяниевская.